# Rudovci
Rudovci es un pueblo ubicado en la municipalidad de Lazarevac, en el distrito de Belgrado, Serbia.

## Superficie
Posee una superficie de 12,29 kilómetros cuadrados.

## Demografía
Hasta 2011 la población era de 1620 habitantes, con una densidad de población de 131,8 habitantes por kilómetro cuadrado.